# صندوق تأمين الودائع الادخارية في تركيا
صندوق تأمين الودائع الادخارية في تركيا (بالتركية: Tasarruf Mevduatı Sigorta Fonu)‏ ، المعروف إختصاراً ب (TMSF) في شكل مختصر، هي الهيئة الإدارية المعنية بالشئون الخاصة بإدارة الأموال والتأمين في النظام المصرفي التركي.
تأسست الهيئة عام 1933 تحت اسم قانون حماية الودائع (بالتركية: Mevduatı Koruma Kanunu)‏. وفي عام 1960 تم تغيير الاسم إلى صندوق تصفية المصارف (بالتركية: Bankalar Tasfiye Fonu)‏. تم اعتماد الاسم الحالي في عام 1983. 
تشارك أيضًا في صناعة الإعلام، وتمتلك أصلًا واحدًا على الأقل لكل صحيفة وتلفزيون مدفوع الأجر و كل محطة تلفزيون وإذاعة مجانية أيضاً. في عام 2013، استحوذت على بعض الأصول من مجموعة تشوكوروفا الإعلامية بعد أن اضطرت الشركة إلى البيع بسبب الديون الضريبية.
كانت المؤسسة في البداية تحت إشراف البنك المركزي التركي ، ومع ذلك، أصبحت فيما بعد مرتبطة بمكتب رئيس الوزراء التركي، وبعد ذلك بمكتب رئيس الجمهورية التركية.